# Nyangwe
Nyangwe ist eine Stadt am rechten Ufer des Lualaba-Flusses in der Provinz Maniema im Osten der Demokratischen Republik Kongo (Territorium Kasongo). In der zweiten Hälfte des 19. Jahrhunderts war der Ort ein wichtiger Swahili-arabischer Knotenpunkt für den Handel mit Waren wie Elfenbein, Gold, Eisen und Sklaven und blieb bis zum Arabisch-Belgischen Krieg eines der wichtigsten Sklavenhandelszentren in der Kongoregion.
Die Stadt wurde um 1860 als arabisches Handelsdepot gegründet. Anschließend wurde es Teil des Sultanats Utetera, das vom Swahili-Sklavenhändler Tippu Tip regiert und mit dem Sultanat Sansibar in Handelsbeziehung stand.
David Livingstone war der erste Europäer, der Nyangwe im Jahr 1871 besuchte. Seinen Aufzeichnungen zufolge hatten die Swahili-Araber bei der Gründung ihrer Stadt die Ureinwohner der Gegend, die Wagenya, vertrieben. Infolgedessen waren die Wagenya gegenüber allen Ausländern, die die Region besuchten, misstrauisch geworden.
Am 15. Juli 1871 wurde Livingstone mit seinem Helfer, dem arabischen Händler Dugumbe, Zeuge, wie etwa 400 bis 500 Afrikaner von arabischen Sklavenhändlern auf dem Nyangwe-Markt am Ufer des Lualaba massakriert wurden. Wie er in seinem Feldtagebuch festhielt, war der Angriff ein Vergeltungsakt für Manilla, einem Sklavenführer, der auf Betreiben des Wagenya-Häuptlings Kimburu Dörfer des Mohombo-Volkes geplündert hatte. Die Araber griffen Kimburus Volk sowie jeden an, den sie auf dem Markt trafen.
Livingstone machte zu dem Massaker in seinen Tagebuchaufzeichnungen, verglichen mit dem überarbeiteten und später veröffentlichten „Journal,“ teilweise widersprüchliche Angaben zu den Ereignissen. Forschende der Indiana University of Pennsylvania, die Livingstones Tagebuch untersucht haben, stellten fest, dass er die Rolle der Sklaven aus dem Besitz von indischen Banyan-Kaufleuten, die von John Kirk, dem amtierenden britischen Konsul in Sansibar, angeheuert worden waren und geschickt wurden, um Livingstone in Sicherheit zu bringen, unterschiedlich darstellte. Die Sklaven, die inzwischen freigelassen und in seine Gruppe integriert worden waren, waren offenbar an dem Massaker beteiligt, unklar bleibt allerdings, in welcher Weise. Die bearbeitete Version, die 1874 posthum in Livingstones Last Journals veröffentlicht wurde, ließ den Kontext früherer Darstellungen über eher aggressives Verhalten der angeheuerten Banyan-Männer sowie der Dorfbewohner aus und diese wurden dort lediglich als passive Opfer dargestellt. Der Abschnitt über das Massaker selbst enthielt dagegen nur geringfügige grammatikalische Korrekturen. Laut den Forschenden ist die Darstellung so nicht haltbar.
Als Livingstone Nyangwe besuchte, war es die letzte bekannte Stadt für Menschen, die aus dem Osten kamen, und Livingstone glaubte, dass der Lualaba der obere Teil des Nils sei. Erst 1877 folgte Henry Morton Stanley mit Unterstützung von Tippu Tip dem Fluss flussabwärts von Nyangwe und stellte fest, dass es sich tatsächlich um eine der Quellen des Kongo handelte.
Weitere europäische Besucher der Stadt waren Verney Lovett Cameron im Jahr 1874 und Hermann von Wissmann im Jahr 1883.
Die Stadt wurde am 4. März 1893 endgültig vom Freistaat Kongo erworben, als Francis Dhanis die Stadt von den Arabisch-Swahilis übernahm.